# چبیچ، استان لوبوسکی
چبیکس، استان لوبوسز (به لاتین: Trzebicz, Lubusz Voivodeship) یک سکونتگاه مسکونی در لهستان است که در Gmina Drezdenko واقع شده‌است.

## خصوصیات
چبیکس ۷۲۰ نفر جمعیت دارد.